# Faith Lehane
Faith Lehane är en rollfigur i serien Buffy och vampyrerna och spelas av Eliza Dushku. Faith kallas till Dråpartjänst efter att Kendra Young dödats av Dru, och hon fungerar som både fiende och allierad till Buffy. Hon är således både skurk och hjälte. Vidare medverkar Faith under säsongs tre och fyra, samt i slutet av säsong sju. Faiths öde finns med i serien Buffy och vampyrerna och i serien Angel.

## Historia
Det är inte mycket man får veta om Faiths förflutna, förutom att det varit komplicerat och struligt. Hennes dialekt tyder på att hon kommer från Boston i Massachusetts, USA. Hennes pappa nämns aldrig. Faith nämner dock sin mammas alkoholism och en möjlig barnmisshandel. Faith lider tydligt av att hennes Väktare (Watcher) blev mördad av en mäktig vampyr vid namn Kakistos. Det hände i Louisiana.
En chockad Faith flyr till Sunnydale med vampyren i hälarna. Där träffar hon Buffy och de andra. Buffy är lite misstänksam mot Faith i början, men det är inte de andra. Buffy tycker det verkar som att Faith gillar Dråpar jobbet lite för mycket. När Kakistos hittar Faith får hon panik, men med ett samarbete med Buffy lyckas hon att döda honom. Eftersom Faith alltid har varit tvungen att stå på egna ben känner hon sig väldigt övergiven. Att Faith är "den tuffa Dråparen" kan ha sin grund i hennes historia.

## Sunnydale
När Faith kommer till Sunnydale slår hon följe med Buffy och de andra i gänget. Eftersom hennes Väktare är mördad tilldelas hon en ny, Gwendolyn Post. Men det visar sig att Mrs. Post är falsk och har i själva verket blivit sparkad av rådet. Hon delar därför väktaren Giles med Buffy. Vidare känner Faith ångest för att alltid behöva stå i Buffys skugga.
I samma veva dödar Faith oavsiktligt en människa, men hon förnekar allt. Buffys nya Väktare, Wesley Wyndam-Pryce, får veta vad som har hänt. Han försöker därför arrestera Faith, vilket slutar illa. Faith känner sig sviken och vänder sig till säsongens skurk The Mayor (Borgmästaren). För hans räkning utför Faith en rad illdåd och gänget inser att Faith har tappat kontrollen över sig själv.
Vid ett tillfälle skjuter Faith Angel med en pil full av gift. Det enda botemedlet är Dråparblod. Buffy, som älskar Angel, ger sig iväg efter Faith för att få tag på hennes blod. På ett tak slåss de och Faith får ett knivhugg i magen. Faith lyckas ändå fly när hon hoppar ner på en bil som kör förbi nere på gatan. Buffy lyckas dock rädda Angel genom att offra sitt eget blod. Medan Faith ligger i koma på sjukhuset och Buffy ligger ihopsjunken på golvet i blodbrist delar Faith och Buffy en dröm. Faith berättar för Buffy hur The Mayor ska besegras.
När Faith vaknar upp ur koman byter hon kropp med Buffy, men blir besegrad, flyr till Los Angeles och hamnar i fängelse. Efter tre år blir hon dock utsläppt av Wesley Wyndam-Pryce för att hjälpa Angel som blivit Angelus igen. Willow hjälper också till och Faith följer efter henne tillbaka till Sunnydale. Väl där hjälper hon till att bekämpa The Hellmouth och The First Evil tillsammans med Buffy. Slutligen sluter Faith och Buffy fred.

## Faith och Buffy
Legenden lyder; I varje generation finns En Utvald (A Chosen One). Hon ska ensam bekämpa vampyrer, demoner och mörkrets krafter. Hon är Dråparen (The Slayer).
När Buffy dog första gånger blev Kendra kallad. När Kendra dödades av Drusilla kallades Faith. Men Buffy hade bara varit död i någon minut. Kampen mellan Faith och Buffy kan ha sin grund i att det egentligen inte är meningen att två dråpare ska leva samtidigt, då blir det en konflikt.
Fans av serien har en del att diskutera. För att vara riktig går Dråparlinjen genom Faith eftersom hon kallades efter Buffys död. Det märktes när ingen ny Dråpare kallades efter Buffys död i säsong fem. Faith är således egentligen Dråparen medan Buffy bara är en Dråpare. Det har dock debatterats huruvida serieskaparna håller koll på detta.